# Sant Pere de Montgrony
Sant Pere de Montgrony és una església del municipi de Gombrèn (Ripollès). Està situada al pla de Sant Pere de la Serra de Sant Pere, just sobre el cingle on hi ha la capella de Santa Maria de Montgrony. És una obra inclosa en l'Inventari del Patrimoni Arquitectònic de Catalunya.

## Descripció
L'església s'emplaça a l'anomenat Pla de Sant Pere, a 1.408 m d'altitud, prop de l'espadat on se situa el santuari de Santa Maria de Mogrony. és formada per una gran nau amb absis i dues absidioles en disposició de creu o trevolada. La nau és coberta amb volta de canó seguit amb un arc toral centrat i l'absis i les absidioles amb volta de quart d'esfera. A l'exterior, els absis són ornats amb arcuacions i faixes de tipus llombard. A migdia té un pòrtic amb arcs que precedeix el portal. Aquest atri és cobert amb volta de canó apuntada, té una porta flanquejada per dues obertures i una altra al mur de ponent, totes de mig punt. Sobre l'absidiola de migjorn s'alça el campanar d'espadanya de dues obertures força allargades.

## Història
L'antiga parròquia de Sant Pere de Mogrony tenia el seu centre en l'església homònima, que està situada a 1408 m d'altitud, al vessant de solana del puig de Sant Pere (1665 m) contrafort de la serra de Mogrony, a l'anomenat Pla de Sant Pere. Prop seu hi devia haver l'antic castell de Mogrony, documentat des del 885, quan el prevere Esclua, de la Cerdanya, més tard bisbe intrús d'Urgell, el va vendre al comte Guifré el Pelós, el qual el cedí aviat al monestir de Sant Joan de les Abadesses. La seva història és borrosa, i aviat restà anul·lat per la importància que adquirí el proper castell de Mataplana. Fou sempre propietat del monestir de Sant Joan de les Abadesses, però esdevingué centre de domini alodial i senyorial, mentre que la jurisdicció del lloc va passar al castell de Mataplana. L'església de Sant Pere de Mogrony és documentada des de 899, però l'edifici actual es reconstruí entorn del 1130.
Pràcticament abandonada al llarg del segle xix (la parroquialitat havia passat a Gombrèn), fou restaurada entre 1880 i 1915, gràcies a l'interès dels bisbes de Vic Morgades i Torras i Bages. Amb motiu de la restauració i en altres ocasions, s'hi celebraren festes de tipus patriòtic romàntic que exaltaven Montgrony com la Covadonga catalana. Una última restauració fou realitzada a inicis dels 1960.